# (8006) Tacchini
(8006) Tacchini  es un asteroide perteneciente al cinturón de asteroides, descubierto el 22 de agosto de 1988 por el equipo del Observatorio Astronómico de San Vittore desde el propio observatorio, situado en Bolonia, Italia.

## Designación y nombre
Tacchini se designó inicialmente como 1988 QU.
Más adelante fue nombrado en honor al astrónomo italiano  Pietro Tacchini (1838-1905).

## Características orbitales
Tacchini orbita a una distancia media del Sol de 2,6610 ua, pudiendo acercarse hasta 2,5743 ua y alejarse hasta 2,7477 ua. Tiene una excentricidad de 0,0325 y una inclinación orbital de 15,2486° grados. Emplea en completar una órbita alrededor del Sol 1585 días.

## Características físicas
Su magnitud absoluta es 13,2. Tiene 6,465 km de diámetro. Su albedo se estima en 0,292.